# Dante Alighieri (nave da battaglia)
Il Dante Alighieri è stata una nave da battaglia della Regia Marina italiana. Unica nave della sua classe ad essere costruita, venne varata nel 1910 e prestò servizio durante la prima guerra mondiale e il dopoguerra. È stata la prima corazzata monocalibro (tipo dreadnought) italiana e la prima corazzata al mondo ad avere l'armamento principale in torri trinate, con cannoni calibro 305 mm in 4 torrette.

## Motto
Il motto della nave Con l'animo che vince ogni battaglia venne tratto dal verso 53 del Canto XXIV dell'Inferno; Dante dopo essere passato dalla sesta alla settima bolgia è sfinito e Virgilio lo incita con queste parole: «e però leva su! vinci l'ambascia con l'anima che vince ogni battaglia, se con suo grave corpo non s'accascia».

## Progetto
La nave fu progettata dal contrammiraglio Edoardo Masdea, del Genio Navale e dal  generale Giuseppe Rota, primo direttore della vasca Navale di La Spezia.
L'armamento principale, 12 cannoni da 305 mm era alloggiato in 4 torri trinate: questo le conferiva un'eccezionale potenza di fuoco, oltre che renderla la prima unità al mondo ad abbandonare la classica configurazione a cannoni in torri binate.
Come altre navi da battaglia italiane era caratterizzata da una buona velocità, ottenuta anche a scapito della corazzatura, che aveva valori di spessore inferiori alle navi omologhe delle altre principali marine.

## Propulsione
La propulsione era a vapore generata da 23 caldaie, di cui 17 alimentate a carbone e 6 a nafta, il cui vapore alimentava 3 gruppi turboriduttori che azionavano 4 assi con le relative eliche. L'apparato motore forniva una potenza di 32.200 cavalli vapore consentendo all'unità di raggiungere la velocità di 23 nodi, con un'autonomia che alla velocità di 10 nodi era di 5.000 miglia. I fumaioli erano quattro, accoppiati a due a due in due gruppi, uno a proravia e uno a poppavia. Nel 1923 tutte le caldaie furono convertite a nafta.

## Armamento
L'armamento principale si componeva di 12 cannoni da 305/46 Mod. 1909 ripartiti in quattro torri trinate; le torri erano posizionate una a prua, una a poppa, e due a centro nave. 

La terza torre trinata della nave

 Questa soluzione era stata scelta per mantenere basso il centro di gravità della nave e ridurne il profilo. Questa scelta rinunciava all'opportunità di avere più torri in tandem a prua (od eventualmente a poppa), che consentiva di concentrare la potenza di fuoco sul profilo frontale o posteriore. Questa soluzione venne adottata poi anche dalla Marina Russa per la costruzione della classe Gangut. 
L'armamento secondario era costituito da 20 cannoni da 120/50 Mod. 1909, in 4 torri binate e 12 torri singole e 16 cannoni da 76/50 mm, mentre l'armamento silurante era costituito da tre tubi lanciasiluri da 450 mm, ognuno dei quali dotato di tre siluri.
I cannoni principali da 305/46 erano progettati dalla ditta inglese Armstrong e costruiti negli Stabilimenti meccanici di Pozzuoli, mentre i cannoni da 120/50 mm, come quelli della corazzata Giulio Cesare, erano EOC Pattern.
Successivamente per la difesa antiaerea vennero aggiunti 2 cannoni da 40/39 mm e 6 mitragliere.
Le torri corazzate dei cannoni da 305 mm erano brandeggiabili mediante un sistema sia idraulico che elettrico, mentre l'elevazione delle munizioni dai depositi, il caricamento e la manovra delle grosse artiglierie all'interno delle torri erano solamente idraulici. La manovra delle artiglierie secondarie era esclusivamente manuale.
Il rilevamento dei bersagli, inizialmente affidato ai sestanti, fu aggiornato nel 1907, con l'installazione di sei telemetri a coincidenza della ditta britannica Barr & Stroud tipo FQ2 aventi una base ottica di 9 piedi (2,7 m). Un telemetro era installato nella torretta posta sopra la plancia di comando, uno sulla torre di comando posta tra il fumaiolo di poppa e l'ultima torre, uno per ogni torre di grosso calibro. Nel 1916, il telemetro di prua fu sostituito da una torretta detta Triplex con tre telemetri Barra & Stroud FT 25 da 15 piedi (4,6 m) che permettevano la misura simultanea dello stesso bersaglio in modo da ottenere un dato medio più affidabile.
La nave fu dotata nel 1918 di un apparecchio di punteria generale sviluppato dalla ditta Girardelli di La Spezia per il brandeggio delle torri principali, il controllo non era automatico ma a controindice, cioè l'apparecchio trasmetteva elettricamente i dati di alzo e brandeggio a dei quadranti posti nelle torri che permettevano l'impostazione locale dei valori richiesti.

## Servizio
La carriera del Dante Alighieri, nonostante l'impiego durante il primo conflitto mondiale, fu priva di eventi significativi.
La nave, varata il 20 agosto 1910 ed entrata in servizio il 15 gennaio 1913, ricevette la bandiera da combattimento nella rada di La Spezia il 26 gennaio 1913 dalla signora Ildegarde Occella, Presidente del comitato femminile della Società Dante Alighieri. La nave subito dopo l'entrata in servizio effettuò una crociera in Atlantico, in cui, superata Gibilterra, tocco i porti di Dakar in Senegal, Funchal nell'isola di Madera, Ponta Delgada e Vigo, svolgendo poi attività di squadra e crociere nel Mediterraneo.

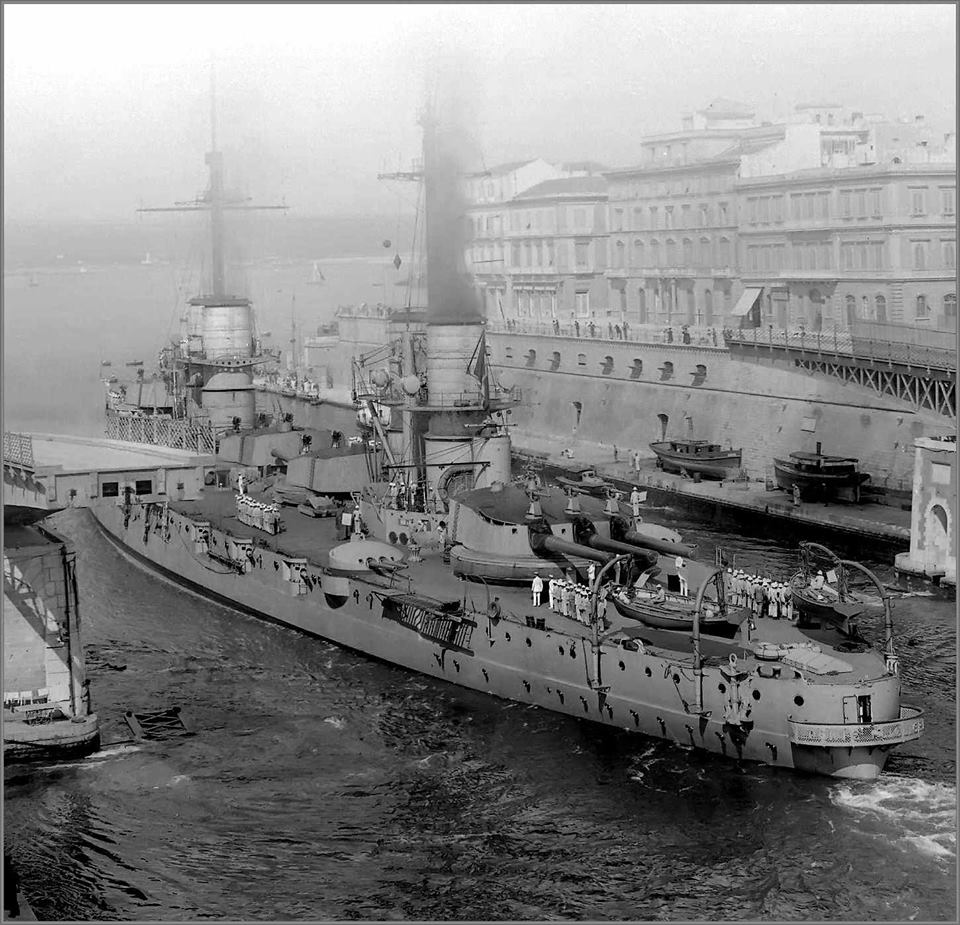
La nave da battaglia Dante Alighieri entra nel Mar Piccolo di Taranto attraverso il canale navigabile, 1918

Nel 1913 venne sperimentata la sistemazione di un idrovolante Curtiss Model H, all'epoca genericamente denominato Curtiss Flying Boat, e nello stesso anno imbarcò a Livorno Re Vittorio Emanuele III per recarsi a Castellammare di Stabia ad assistere al varo della corazzata Duilio. La corazzata Dante Alighieri fu la prima nave della Regia Marina ad avere un idrovolante imbarcato e quasi contemporaneamente in via sperimentale vennero dotati di idrovolanti anche gli incrociatori corazzati Amalfi e San Marco e in seguito a tali esperienze venne deciso di trasformare alcune unità in basi mobili per idrovolanti.
Allo scoppio del primo conflitto mondiale, la nave, al comando del Capitano di Vascello Guido Biscaretti, era dislocata a Taranto, come ammiraglia della I Divisione con insegna del Contrammiraglio Camillo Corsi. Il 5 settembre 1915 imbarcò a bordo l'ammiraglio Luigi Amedeo di Savoia, duca degli Abruzzi innalzandone l'insegna. Il 30 novembre 1916 approdò a Corfù, facendo rientro a Taranto il 27 gennaio 1917.
Durante la guerra svolse principalmente attività di pattugliamento nel Mar Adriatico meridionale, ma senza essere mai impegnata in combattimento, in quanto le navi da battaglia della Imperial-Regia Marina Austro-Ungarica raramente lasciavano i loro porti.
L'unica azione significativa durante la prima guerra mondiale fu il bombardamento del porto di Durazzo, il 2 ottobre 1918, con a bordo l'ammiraglio Thaon di Revel, che ne innalzò l'insegna, in un'azione a protezione di un gruppo di navi italo-inglesi.
Nel 1918 la nave venne ridislocata a Venezia per l'occupazione delle coste e delle isole dalmate.
Alla fine del 1920 in seguito all'Impresa di Fiume di Gabriele D'Annunzio la nave non prese parte al blocco di Fiume (vi era bloccata) e non partecipò al bombardamento della città, nei giorni che passarono poi alla storia con il nome di Natale di sangue.
Nel 1922 il re Vittorio Emanuele III intrattenne a bordo dell'unità i delegati alla Conferenza di Genova.
Nel 1923 venne rimodernata, in particolare tutte le caldaie furono convertite per l'alimentazione a nafta venne installato un nuovo albero di trinchetto quadripode in sostituzione di quello tripode e vennero allungati i fumaioli per ridurre gli scarichi del fumo della combustione sul ponte.
Nel 1924 prese parte insieme a Cavour, Doria e Duilio ad una crociera in Spagna in occasione di una visita dei reali d’Italia. Nello stesso anno venne testato un nuovo sistema di controllo del fuoco a distanze fino a 26.000 metri; sempre nel corso dello stesso anno la nave trasportò a Palermo Benito Mussolini in occasione della visita in Sicilia del Capo del Governo.
Nel 1925 la nave venne attrezzata per imbarcare un idrovolante da ricognizione “M 18” e nel 1927 visitò insieme alle Duilio la città di Zara.
Alla fine degli anni venti lo stato di sofferenza dell'economia italiana reduce dal primo dopoguerra non consentiva di mantenere una flotta considerevole e venne pertanto deciso di ridurre il bilancio navale; conseguentemente venne sospesa la costruzione delle Caracciolo, venne deciso di smantellare la corazzata Leonardo da Vinci di cui era stato previsto il riallestimento dopo il recupero nel porto di Taranto e di ritirare dal servizio le corazzate Dante Alighieri e le Cavour e così il 1º luglio 1928 la nave venne posta in disarmo, per essere radiata e smantellata dopo poco.

## Difetti
L'armamento principale costituiva un primo difetto della nave. I cannoni erano posizionati lungo un asse sullo stesso piano, quindi si poteva ottenere la massima potenza di fuoco solo in caso di scontro laterale (se una nave nemica si trovava a prua o a poppa, solo una torretta poteva sparare). Le torrette sparavano solitamente una alla volta (una prolungata successione di bordate poteva danneggiare l'intera struttura) e le loro dimensioni imponenti riducevano notevolmente lo spazio disponibile all'interno della nave. 
La bassa sagoma  del Dante Alighieri poteva rivelarsi un vantaggio in battaglia, poiché più difficile da colpire, ma limitava ulteriormente lo spazio disponibile a bordo e peggiorava le prestazioni della nave in caso di mare agitato (le casematte nello scafo con i cannoni secondari si sarebbero allagate).

## Galleria d'immagini

La nave alla fonda
La nave vista dall'alto
La nave in navigazione in velocità

La nave con l'equipaggio schierato in coperta
La nave ormeggiata in rada
La nave a Trieste nel 1918